# U Make Me Wanna
"U Make Me Wanna" is een single van rapper Jadakiss en zangeres Mariah Carey, uitgebracht op 9 oktober 2004. De single bereikte als hoogste de 21e plaats in de Verenigde Staten.

## Tracklist
1. U Make Me Wanna
2. Knock Yourself Out

## Charts
| Chart (2004)        | Hoogste positie |
| ------------------- | --------------- |
| Frankrijk           | 55              |
| Billboard Hot 100   | 21              |
| V.S. HipHop en R&B  | 8               |
| V.S. Hot Rap Tracks | 9               |